# ジョセフ・シュワントナー
ジョセフ・シュワントナー（Joseph Schwantner、1943年 - ）は、アメリカ合衆国の作曲家、教育者。

## 人物・来歴
1943年、イリノイ州シカゴ生まれ。クラシック・ギターの演奏から音楽に触れ、シカゴのアメリカ音楽院（en:American Conservatory of Music）で学ぶ。ノースウェスタン大学で修士号と博士号を取得。
非常に多作で、かつフランス印象派、アフリカンドラムやミニマル・ミュージックなど多くから影響を受け、色彩的で折衷的である。しばしば打楽器の音色を重用する。
1979年、管弦楽曲『アフタートーン・オブ・インフィニティ』でピューリッツァー賞を受賞。
オーケストラ、吹奏楽、器楽、声楽など多様な編成・ジャンルでの作曲があるが、日本において最も知られている楽曲の一つとして、吹奏楽曲『･･･そしてどこにも山の姿はない』がある。

## 主な作品

### オーケストラ
- アフタートーン・オブ・インフィニティ Aftertones of Infinity (1978)
- 彼方より From Afar... Fantasy for Guitar and Orchestra (1988)
- 打楽器協奏曲 Concerto for Percussion and Orchestra (1994)

### 吹奏楽
- …そしてどこにも山の姿はない ...and the mountains rising nowhere (1977)
- 暗黒の一千年代 From a Dark Millennium (1980)
- 夕闇の静寂にて In evening's stillness... (1996)
- リコイル - ウインドアンサンブルのための Recoil (2004)
- ルミノシティ - 吹奏楽のための協奏曲 Luminosity: Concerto for Wind Orchestra (2015)

### 器楽
- 黒いアネモネ Black Anemones, for flute and piano (1980)
- 琥珀の音楽 Music of Amber, for flute, clarinet/bass clarinet, violin, cello, piano and percussion (1981)
- ソアリング Soaring, for flute and piano (1986)
- ヴェロシティーズ Velocities, for Solo Marimba (1990)

### 声楽
- すずめ[1] Sparrows (1979)
- アゲダ・ピサロの2つの詩 Two Poems of Agueda Pizarro (1980)